# Mao Chung-Teng
Mao Chung-Teng es un deportista taiwanés que compitió en taekwondo. Ganó una medalla de plata en el Campeonato Asiático de Taekwondo de 1974, en la categoría de –58 kg.

## Palmarés internacional
| Representando a China Taipéi |                      |                  |           |
| Campeonato Asiático          |                      |                  |           |
| Año                          | Lugar                | Medalla          | Categoría |
| 1974                         | Seúl (Corea del Sur) | Medalla de plata | –58 kg    |